# Danilo Alvim
Danilo Faria Alvim, mais conhecido como Danilo Alvim ou apenas Danilo (3 de dezembro de 1920 — 16 de maio de 1996), foi um futebolista brasileiro que atuou como volante. Era chamado carinhosamente de Príncipe pelo seu estilo refinado de jogo.

## Carreira
Jogou nas equipes do America, Canto do Rio, Botafogo e no Vasco da Gama. Foi um dos principais jogadores do Expresso da Vitória, lendário time do Vasco que ganhou diversos títulos entre as décadas de 40 e 50. Ele é considerado como um dos melhores meio-campo de todos os tempos durante seu auge.
Foi titular da Seleção Brasileira que participou da Copa do Mundo de 1950, realizada no Brasil, ficando com o vice-campeonato.

## Treinador
Depois de se retirar dos campos, virou técnico de futebol, sendo o comandante da Bolívia em seu único título, o Campeonato Sul-Americano de 1963.
Chegou a Sergipe em 1981, como treinador. Substituiu o gaúcho David Santos no comando do Itabaiana e naquele ano, sagrou-se campeão sergipano pelo Tricolor da Serra (o título viria a ser o quarto seguido do time).

## Títulos

### Como jogador
América-RJ
- Torneio Relâmpago: 1945

Vasco da Gama
- Copa Internacional Rivadavia: 1953
- Campeonato Sul-Americano de Clubes Campeões: 1948
- Campeonato Carioca: 1947, 1949, 1950, 1952[3]
- Torneio Relâmpago: 1946
- Torneio Municipal de Futebol do Rio de Janeiro: 1946 e 1947
- Torneio Início do Rio de Janeiro: 1948
- Taça Centenários de Portugal: 1947
- Torneio Gerson dos Santos Coelho: 1948
- Troféu Cinquentenário do Racing: 1953
- Torneio Internacional do Chile: 1953
- Quadrangular Internacional do Rio de Janeiro: 1953

Fonseca
- Campeonato Niteroiense: 1954

Seleção Carioca
- Campeonato Brasileiro de Seleções Estaduais: 1946 e 1950

Seleção Brasileira
- Copa América: 1949[3]
- Copa Rio Branco: 1947 e 1950
- Taça do Atlântico: 1950

### Como treinador
Seleção Boliviana
- Copa América: 1963

Remo
- Campeonato Paraense: 1968
- Campeão do Norte: 1968, 1969

América-RJ
- Taça Guanabara: 1974

Itabaiana
- Campeonato Sergipano: 1981